# Yigoga spinosa
Yigoga spinosa là một loài bướm đêm trong họ Noctuidae.